# Henrique da Rocha Lima

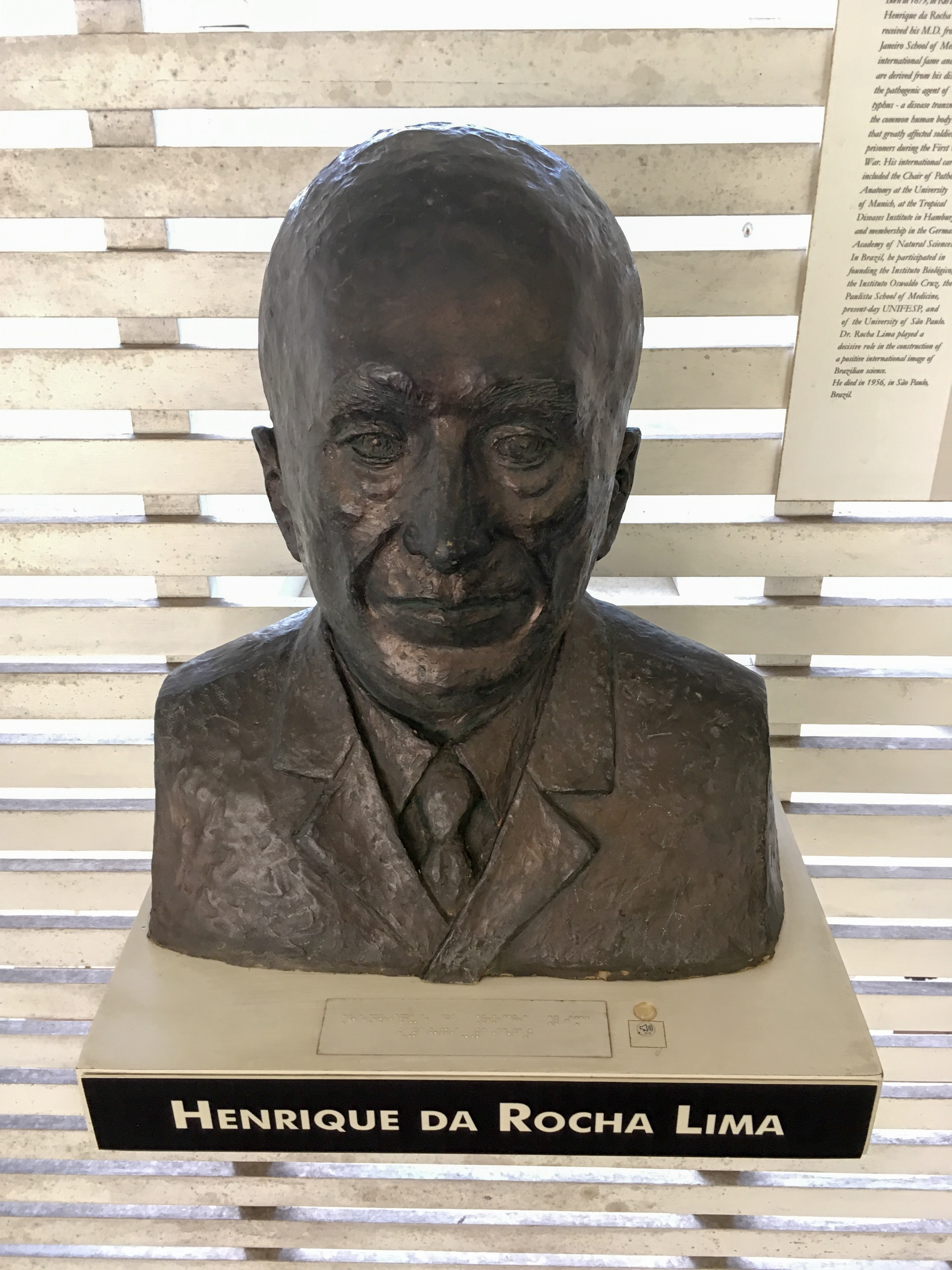
Henrique da Rocha Lima

Henrique da Rocha Lima (* 24. November 1879 in Rio de Janeiro; † 26. April 1956) war ein brasilianischer Mediziner und Pathologe.

## Leben
1901 wurde Henrique da Rocha Lima in Rio de Janeiro promoviert.
Henrique da Rocha Lima arbeitete von 1906 bis 1909 in München am Lehrstuhl für pathologische Anatomie (heute dem Klinikum der Universität München angeschlossen). Von 1909 bis 1927 leitete er die Abteilung für Pathologie am Tropeninstitut (Bernhard-Nocht-Institut) in Hamburg. Hier forschte er mit Stanislaus von Prowazek und gemeinsam beschrieben sie Rickettsia prowazeki. 1915 infizierten sich beide während ihrer Arbeit in einem Gefängniskrankenhaus in Deutschland. 1916 beschrieb er den im Jahr 1910 von Howard Taylor Ricketts und im Jahr 1913 von Stanislaus von Prowazek bereits entdeckten Erreger des Fleckfiebers und benannte den Erreger zu Ehren dieser beiden Forscher Rickettsia prowazekii.
Nach seiner Rückkehr nach Brasilien wirkte er in São Paulo. Hier war er an der Gründung der Fakultät für Medizin (Faculdade de Medicina) und der Universität von São Paulo beteiligt.
1935 wurde er zum Mitglied der Deutschen Akademie der Naturforscher Leopoldina gewählt.
1905 wurde ein epidemisches Fieber „lesão Rocha Lima“ genannt. Zu seinen Ehren wurde auch der parasitäre Nematode Terranova rochalimai genannt, ebenso 2012 die Bakterienart Bartonella rochalimae.

## Schriften (Auswahl)
- Methoden der Virusforschung. Verlag Urban & Schwarzenberg, Berlin 1939.